# Магазин фиксированной цены
Магази́н фикси́рованной цены́ или магази́н одно́й цены́ (англ. Variety store) — универсальный магазин с широким ассортиментом, где все товары продаются по одной цене. Данный формат зародился в США во второй половине XIX века, когда в 1879 году будущий основатель «империи мелочей» Фрэнк Вулворт открыл в штате Нью-Йорк первый магазин «Five-and-dime stores» (с англ. — «Всё по 5 и 10 центов»).

## В мире
- США:
  - en:Dollar General
  - en:99 Cents Only Stores
  - Dollar Tree
- Канада — en:Dollarama
- Австралия — en:Crazy Clark’s
- Япония — en:Daiso
- Россия — Fix Price